# Kairuku grebneffi
Kairuku grebneffi — викопний вид  птахів із ряду  пінгвінових ( Sphenisciformes ), знайдений в  Новій Зеландії (Kokoamu Greensand). Найбільший викопний пінгвін, чий зріст досягав 1,3 метра, а вага — до 60 кг. Вік решток оцінюється пізнім олігоценом (близько 27 млн років тому). Перший повний скелет нового виду був знайдений ще в 1977 році.

## Опис
Kairuku grebneffi мав більш довгі плавці і витончену статуру, ніж сучасні види пінгвінів. Довжина стегна становила близько 14 см, максимальна ширина — до 4,8 см. Довжина плечової кістки — до 17 см (ширина — до 3 см), гомілки (тібіотарзус) — до 24 см, грудини — близько 46 см. Деякі останки Kairuku sp. раніше інтерпретувалися як Palaeeudyptes antarcticus.

## Етимологія
Родове назву Kairuku на мові маорі означає «пірнальник, що повертається з їжею», а видовий епітет K. grebneffi надано на честь польового палеонтолога і препаратора Andrew Grebneff, що працював у University of Otago з 1985 до його раптової смерті в 2010 році за його допомогу у вивченні цього виду.